# Инверсный конгруэнтный метод
Инверсный конгруэнтный метод (или генератор Айхенауэра — Лена) — метод генерации псевдослучайных чисел, основанный на использовании обратного по модулю числа для генерации следующего члена последовательности.

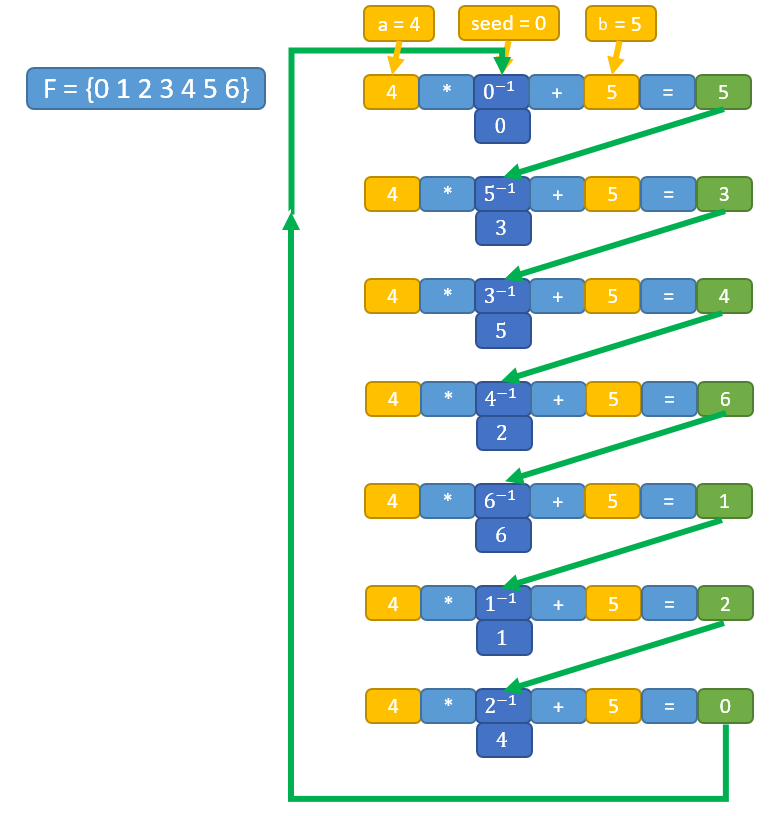
Пример инверсного конгруэнтного генератора с параметрами n = 7, seed = 0, a = 4, c = 5

## Описание
Инверсный конгруэнтный метод был предложен Айхенауэром и Леном в 1986 году как замена линейному конгруэнтному методу, не обладающему решётчатой структурой.
Данный метод состоит в вычислении последовательности случайных чисел {\displaystyle X_{n}} в кольце вычетов по модулю натурального числа {\displaystyle n}.
Основным отличием от линейного метода является использование при генерации последовательности числа, обратного к предыдущему элементу, вместо самого предыдущего элемента.
Параметрами генератора являются:
| {\displaystyle seed} — соль                                     |
| {\displaystyle a} — множитель {\displaystyle (0\leqslant a<n)}  |
| {\displaystyle b} — приращение {\displaystyle (0\leqslant b<n)} |

### В случае простого n
Значение членов последовательности задается в виде:
| {\displaystyle x_{0}=seed}                          |                                |
| {\displaystyle x_{i+1}\equiv (ax_{i}^{-1}+b)\mod n} | if {\displaystyle x_{i}\neq 0} |
| {\displaystyle x_{i+1}=b}                           | if {\displaystyle x_{i}=0}     |

### В случае составного n
Если число {\displaystyle X_{n}} является составным, элементы последовательности вычисляются следующим образом:
| {\displaystyle x_{0}=seed}                          |
| {\displaystyle x_{i+1}\equiv (ax_{i}^{-1}+b)\mod n} |
Параметры подбираются таким образом, чтобы {\displaystyle (seed,n)=1;(a,n)=1}.

## Период
Последовательность {\displaystyle x_{i+1}} периодична, причём период не превышает размерности кольца {\displaystyle n}. Максимальный период {\displaystyle n} достигается в случае, если многочлен {\displaystyle f(x)=x^{2}-bx-a\in \mathbb {F} _{n}[x]} является примитивным. Достаточным условием максимального периода последовательности является такой выбор констант {\displaystyle a} и {\displaystyle b}, чтобы многочлен {\displaystyle f(x)} был неприводим.
В случае составного {\displaystyle n} максимально возможный период равен {\displaystyle \varphi (n)} (функция Эйлера).

## Пример
Инверсный конгруэнтный генератор с параметрами {\displaystyle n=5,a=2,b=3,seed=1} генерирует последовательность {\displaystyle \{1,0,3,2,4,1,...\}} в кольце {\displaystyle \mathbb {F} _{5}}, где числа {\displaystyle 1} и {\displaystyle 4}, а также {\displaystyle 2} и {\displaystyle 3} обратны друг другу. В данном примере многочлен {\displaystyle f(x)=x^{2}-3x-2} неприводим в {\displaystyle \mathbb {F} _{5}[x]} и числа {\displaystyle 0,1,2,3,4} не являются его корнями, благодаря чему период максимален и равен {\displaystyle n=5}.

## Примеры реализации

### Python
```
def
 
egcd
(
a
,
 
b
):

    
if
 
a
 
==
 
0
:

        
return
 
(
b
,
 
0
,
 
1
)

    
else
:

        
g
,
 
y
,
 
x
 
=
 
egcd
(
b
 
%
 
a
,
 
a
)

        
return
 
(
g
,
 
x
 
-
 
(
b
 
//
 
a
)
 
*
 
y
,
 
y
)

def
 
modinv
(
a
,
 
m
):

    
gcd
,
 
x
,
 
y
 
=
 
egcd
(
a
,
 
m
)

    
if
 
gcd
 
!=
 
1
:

        
return
 
None
  
# modular inverse does not exist

    
else
:

        
return
 
x
 
%
 
m

def
 
ICG
(
n
,
 
a
,
 
c
,
 
seed
):

    
if
 
(
seed
 
==
 
0
):

        
return
 
c

    
return
 
(
a
 
*
 
modinv
(
seed
,
 
n
)
 
+
 
c
)
 
%
 
n

seed
 
=
 
1

n
 
=
 
5

a
 
=
 
2

c
 
=
 
3

count
 
=
 
10

for
 
i
 
in
 
range
(
count
):

    
print
(
seed
)

    
seed
 
=
 
ICG
(
n
,
 
a
,
 
c
,
 
seed
)

```

### C++
```
#include
 
<iostream>

using
 
namespace
 
std
;

int
 
mod_inv
(
int
 
a
,
 
int
 
n
)

{

	
int
 
b0
 
=
 
n
,
 
t
,
 
q
;

	
int
 
x0
 
=
 
0
,
 
x1
 
=
 
1
;

	
if
 
(
n
 
==
 
1
)
 
return
 
1
;

	
while
 
(
a
 
>
 
1
)
 

        
{

		
q
 
=
 
a
 
/
 
n
;

		
t
 
=
 
n
,
 
n
 
=
 
a
 
%
 
n
,
 
a
 
=
 
t
;

		
t
 
=
 
x0
,
 
x0
 
=
 
x1
 
-
 
q
 
*
 
x0
,
 
x1
 
=
 
t
;

	
}

	
if
 
(
x1
 
<
 
0
)
 
x1
 
+=
 
b0
;

	
return
 
x1
;

}

int
 
ICG
(
int
 
n
,
 
int
 
a
,
 
int
 
c
,
 
int
 
seed
)

{

    
if
 
(
seed
 
==
 
0
)

      	
return
 
c
;

    
return
 
(
a
 
*
 
mod_inv
(
seed
,
 
n
)
 
+
 
c
)
 
%
 
n
;

}

int
 
main
(
void
)
 

{

	
int
 
seed
 
=
 
1
;

	
int
 
n
 
=
 
5
;

	
int
 
a
 
=
 
2
;

	
int
 
c
 
=
 
3
;

	
int
 
count
 
=
 
10
;

	
for
 
(
int
 
i
 
=
 
0
;
 
i
 
<
 
count
;
 
i
++
)

	
{

   		 
cout
 
<<
 
seed
 
<<
 
endl
;

         
seed
 
=
 
ICG
(
n
,
 
a
,
 
c
,
 
seed
);

	
}

	
return
 
0
;

}

```

## Составные инверсные генераторы

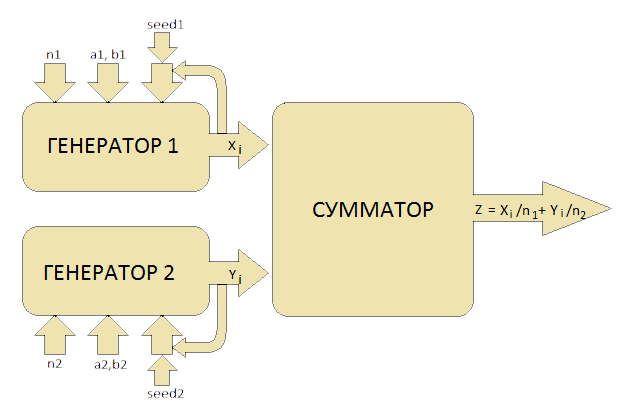
Объединение двух инверсных конгруэнтных генераторов

Основным недостатком инверсных конгруэнтных генераторов является возрастание сложности вычислений при увеличении периода.
Данный недостаток исправлен в составных инверсных конгруэнтных генераторах.
Конструкция составных инверсных генераторов представляет из себя объединение двух или более инверсных конгруэнтных генераторов.
Пусть {\displaystyle p_{1},\dots ,p_{r}} — различные простые числа, каждое {\displaystyle p_{j}\geq 5}. Для каждого индекса {\displaystyle j} в пределах {\displaystyle 1\leq j\ \leq r} пусть {\displaystyle \{y_{n}^{(j)}\}_{n\geq 0}} — последовательность элементов {\displaystyle \in \mathbb {F} _{p_{j}}} с периодом {\displaystyle p_{j}}. Другими словами, {\displaystyle \{y_{n}^{(j)}|0\leq n\leq p_{j}\}\in \mathbb {F} _{p_{j}}}.
Пусть {\displaystyle \{x_{n}^{(j)}\}_{n\geq 0}} — последовательность случайных чисел в пределах {\displaystyle x_{n}^{(j)}\in [0;1]}, где {\displaystyle x_{n}^{(j)}={\frac {y_{n}^{(j)}}{p_{j}}};{n\geq 0};1\leq j\ \leq r}.
Результирующая последовательность {\displaystyle (x_{n})_{n\geq 0}} определяется как сумма: {\displaystyle x_{n}:=x_{n}^{(1)}+x_{n}^{(2)}+\dots +x_{n}^{(r)}\mod 1}.
Период результирующей последовательности {\displaystyle T=p_{1}p_{2}\dots p_{r}}.
Одни из преимуществ данного подхода является возможность использовать инверсные конгруэнтные генераторы работающие параллельно.

## Пример составного инверсного генератора
Пусть {\displaystyle r=2,p_{1}=5} и {\displaystyle p_{2}=7}. Для упрощения положим {\displaystyle (y_{k}^{(1)})_{k\geq 0}=(0,1,2,3,4,\dots )} and {\displaystyle (y_{k}^{(2)})_{k\geq 0}=(0,1,2,3,4,5,6,\dots )}. Для каждого {\displaystyle 1\leq n\leq 35} вычислим {\displaystyle x_{n}={\frac {y_{n}^{(1)}}{5}}+{\frac {y_{n}^{(2)}}{7}}}.
Тогда {\displaystyle (x_{n})_{n\geq 0}=\{0.0,} {\displaystyle }{\displaystyle 0.34,} {\displaystyle }{\displaystyle 0.69,} {\displaystyle }{\displaystyle 0.03,} {\displaystyle }{\displaystyle 0.37,} {\displaystyle }{\displaystyle 0.71,} {\displaystyle }{\displaystyle 0.06,} {\displaystyle }{\displaystyle 0.4,} {\displaystyle }{\displaystyle 0.74,} {\displaystyle }{\displaystyle 0.09,} {\displaystyle }{\displaystyle 0.43,} {\displaystyle }{\displaystyle 0.77,} {\displaystyle }{\displaystyle 0.11,} {\displaystyle }{\displaystyle 0.46,} {\displaystyle }{\displaystyle 0.8,} {\displaystyle }{\displaystyle 0.14,} {\displaystyle }{\displaystyle 0.49,} {\displaystyle }{\displaystyle 0.83,} {\displaystyle }{\displaystyle 0.17,} {\displaystyle }{\displaystyle 0.51,} {\displaystyle }{\displaystyle 0.86,} {\displaystyle }{\displaystyle 0.2,} {\displaystyle }{\displaystyle 0.54,} {\displaystyle }{\displaystyle 0.89,} {\displaystyle }{\displaystyle 0.23,} {\displaystyle }{\displaystyle 0.57,} {\displaystyle }{\displaystyle 0.91,} {\displaystyle }{\displaystyle 0.26,} {\displaystyle }{\displaystyle 0.6,} {\displaystyle }{\displaystyle 0.94,} {\displaystyle }{\displaystyle 0.29,} {\displaystyle }{\displaystyle 0.63,} {\displaystyle }{\displaystyle 0.97,} {\displaystyle }{\displaystyle 0.31,} {\displaystyle }{\displaystyle 0.66,} {\displaystyle }{\displaystyle 0.0\}}. То есть мы получили последовательность с периодом {\displaystyle 5\times 7=35}.
Чтобы избавиться от дробных чисел, можно умножить каждый элемент полученной последовательности на {\displaystyle 35} и получить последовательность целых чисел: {\displaystyle (x_{n}^{(int)})_{n\geq 0}=\{0,} {\displaystyle 12,} {\displaystyle 24,} {\displaystyle 1,} {\displaystyle 13,} {\displaystyle 25,} {\displaystyle 2,} {\displaystyle 14,} {\displaystyle 26,} {\displaystyle 3,} {\displaystyle 15,} {\displaystyle 26,} {\displaystyle 4,} {\displaystyle 16,} {\displaystyle 28,} {\displaystyle 5,} {\displaystyle 17,} {\displaystyle 28,} {\displaystyle 6,} {\displaystyle 18,} {\displaystyle 30,} {\displaystyle 7,} {\displaystyle 19,} {\displaystyle 31,} {\displaystyle 8,} {\displaystyle 20,} {\displaystyle 32,} {\displaystyle 9,} {\displaystyle 21,} {\displaystyle 33,} {\displaystyle 10,} {\displaystyle 22,} {\displaystyle 34,} {\displaystyle 11,} {\displaystyle 22,} {\displaystyle 0\}}

## Преимущества инверсных конгруэнтных генераторов
Инверсные конгруэнтные генераторы применяются в практических целях по ряду причин.
Во-первых, инверсные конгруэнтные генераторы обладают достаточно неплохой равномерностью, кроме того полученные последовательности совершенно лишены решетчатой структуры, характерной для линейных конгруэнтных генераторов.
Во-вторых, двоичные последовательности, полученные с помощью ИКГ не имеют нежелательных статистических отклонений. Полученные данным методом последовательности проверены рядом статистических тестов и остаются стабильными при изменении параметров.
В-третьих, составные генераторы обладают теми же свойствами, что и одиночные линейные инверсные генераторы, но при этом имеют период значительно превышающий период одиночных генераторов. Кроме того, устройство составных генераторов позволяет добиться высокого прироста производительности при использовании на многопроцессорных системах.
Существует алгоритм, позволяющий разрабатывать составные генераторы, обладающие предсказуемыми длиной периода и уровнем сложности, а также хорошими статистическими свойствами выходных последовательностей .

## Недостатки инверсных конгруэнтных генераторов
Основным недостатком инверсных конгруэнтных генераторов является медленная скорость генерации элементов последовательности: на вычисление одного элемента последовательности затрачивается {\displaystyle O(\log n)} операций умножения.